# Curtitoma conoidea
Curtitoma conoidea é uma espécie de gastrópode do gênero Curtitoma, pertencente à família Mangeliidae.